# Vicente Sánchez
Vicente Sánchez, vollständiger Name Vicente Martín Sánchez Bragunde, (* 7. Dezember 1979 in Montevideo) ist ein ehemaliger uruguayischer Fußballspieler.

## Verein

### Erste Stationen in Uruguay
Sánchez spielte in seiner Jugend von 1992 bis 1994 für den Club Maua, von 1994 bis 1996 für den Racing Club de Montevideo und von 1996 bis 1997 für River Plate Montevideo, ehe er sich 1997 dem Klub Sud América anschloss. Bei Sud América gehörte in den Jahren 1998 bis 2000 dem Kader in der Segunda División an. 2000 wechselte er in den Norden Uruguays nach Tacuarembó, wo er sich dem dort ansässigen seinerzeitigen Erstligisten Tacuarembó FC anschloss. Für die Norduruguayer lief er in 21 Ligaspielen auf und erzielte drei Treffer. Ab Januar 2001 stand er bei Nacional Montevideo unter Vertrag. Im Torneo Clasificatorio 2001 kam er in neun Partien der Primera División für die „Bolsos“ zum Einsatz und schoss zwei Tore.

### Deportivo Toluca
Während dieser Zeit wurde Ricardo La Volpe auf Sánchez aufmerksam, der damals Deportivo Toluca trainierte. Obwohl dem schnellen Stürmer gleichzeitig mehrere Angebote aus Europa vorlagen, unterschrieb er einen Vertrag beim mexikanischen Verein, nicht zuletzt weil er den paraguayischen Angreifer José Saturnino Cardozo bewunderte und in seiner Mannschaft spielen wollte.
Seine erste Partie für Toluca machte Sánchez am 20. Juli 2001, als ihm beim 3:1-Erfolg über den Club León gleich zwei Treffer gelangen. Cardozo und Sanchez entwickelten sich in der Folgezeit zum gefährlichsten Sturm-Duo im mexikanischen Fußball. Beide hatten maßgeblichen Anteil daran, dass Toluca 2002 die Meisterschaft erringen konnte. Drei Jahre später stand Toluca erneut im Finale um den nationalen Titel. In zwei Spielen wurde das Team von CF Monterrey insgesamt mit 6:3 geschlagen; von den sechs Toren seines Teams steuerte Sánchez drei bei. Im Jahr 2007 wurde er zum besten Offensivmann und wertvollsten Spieler Mexikos gewählt. Auch auf internationalem Parkett machte er mehrfach von sich reden; so gelangen ihm im Verlauf der Copa Libertadores 2007 vier Treffer, darunter einen zum 2:0-Sieg seiner Mannschaft über die Boca Juniors.
Für Deportivo Toluca absolvierte er vom Torneo Invierno 2001 bis in die Apertura 2007 insgesamt 200 Erstligaspiele und schoss 71 Tore.

### FC Schalke 04
Im Dezember 2007 wurde Vicente Sánchez erstmals mit dem FC Schalke 04 in Verbindung gebracht. Am 17. Januar 2008 gab der Verein bekannt, dass der Profi aus Uruguay bis zum 30. Juni 2011 unter Vertrag genommen wurde. Nach Aussage des Ex-Trainers Mirko Slomka kann Sánchez sowohl als Flügelstürmer in einem 4-3-3-System als auch als eine von zwei Spitzen auflaufen. Manager Andreas Müller bezeichnete ihn als „absoluten Wunschkandidaten für den Angriff“.
Nach Kurzeinsätzen gegen den VfB Stuttgart und Borussia Dortmund schoss er im Heimspiel gegen den VfL Wolfsburg drei Minuten nach seiner Einwechslung in der 65. Minute sein erstes Bundesligator für Schalke. Seinen ersten Treffer für Schalke in einem internationalen Spiel erzielte Sanchez beim 4:1-Sieg gegen APOEL Nikosia im UEFA-Pokal der Saison 2008/2009.
Am 30. Juni 2010 wurde bekannt gegeben, dass Sánchez seinen bis 2011 laufenden Vertrag mit sofortiger Wirkung aufgelöst hat.

### Rückkehr nach Amerika
Er ging zurück nach Mexiko zum Club América. Seit der Clausura der Spielzeit 2011/12 steht er wieder in Reihen des uruguayischen Spitzenklubs Nacional. Direkt in seiner ersten Halbsaison nach der Rückkehr in sein Heimatland feierte er den Gewinn der uruguayischen Meisterschaft mit den Bolsos. Insgesamt absolvierte er für Nacional in dieser Zugehörigkeitsphase 25 Ligaspiele, in denen er vier Treffer erzielte. Zudem kam er in zwölf Partien der Copa Libertadores zum Einsatz (zwei Tore). Nach der Spielzeit 2012/13 verließ er Uruguay erneut und unterzeichnete am 6. August 2013 einen Vertrag bei den Colorado Rapids. Sein erstes Tor für den nordamerikanischen Verein schoss er am 14. September 2013 in der Partie gegen den FC Dallas. Bei den Colorado Rapids absolvierte er bis zu seinem bislang letzten Einsatz am 25. Oktober 2015 55 Ligaspiele (elf Tore) und eine Play-off-Partie (kein Tor). Zudem stehen für ihn drei Einsätze (kein Tor) im US Open Cup zu Buche.
Ende Februar 2016 kehrte er nach Uruguay zurück und schloss sich auf Leihbasis dem Erstligisten Defensor Sporting an. In der Clausura 2016 wurde er bei den Montevideanern in zehn Erstligaspielen eingesetzt und schoss zwei Tore. Mitte Februar 2017 verpflichtete ihn Houston Dynamo und Sánchez beendete nach der Saison seine Karriere. 2021 kehrte der Angreifer nochmal für die Rio Grande Valley Toros eine Saison auf den Platz zurück.

## Nationalmannschaft
Schon im Alter von 18 Jahren erhielt Sánchez eine Einladung zur U20-Nationalmannschaft seines Landes, mit der er unter anderem an einem Turnier in China teilnahm und dort auf Anhieb Torschützenkönig wurde.
Sein Debüt in der A-Nationalelf gab er am 7. November 2001 bei einem WM-Qualifikationsspiel in Quito gegen Ecuador. Gleich im nächsten Spiel, gegen Argentinien, lief er als Kapitän für sein Team auf. Einen ersten Höhepunkt seiner Nationalmannschaftskarriere stellte die Teilnahme an der Copa América 2004 dar. Allerdings wurde er während des Turniers zum Pechvogel seines Teams, denn im Halbfinale gegen Brasilien verschoss er nach der regulären Spielzeit und der Verlängerung einen Elfmeter, so dass Uruguay ausschied. Im Spiel um Platz 3 rehabilitierte er sich jedoch mit dem entscheidenden Treffer zum 2:1-Sieg gegen Kolumbien. Während der Copa América 2007 in Venezuela bestritt er vier Spiele für Uruguay und erzielte ein Tor gegen Bolivien. Insgesamt absolvierte Sánchez 31 Länderspiele für Uruguay. Dabei erzielte er fünf Treffer. Sein bislang letzter Einsatz für die Celeste datiert vom 19. November 2008.

## Erfolge
- Mexikanischer Meister: 2002, 2005
- Deutscher Vize-Meister: 2009/10
- Uruguayischer Meister: 2011/12